# Biston albapicata
Biston albapicata là một loài bướm đêm trong họ Geometridae.